# Bertolínia
Bertolínia est une municipalité brésilienne située dans l'État du Piauí.